# Олексійченко Надія Олександрівна
Наді́я Олекса́ндрівна Олексійченко (*4 травня 1957) — український лісівник, доктор сільськогосподарських наук, професор, завідувач кафедри ландшафтної архітектури та садово-паркового будівництва Національного університету біоресурсів і природокористування України. Академік Лісівничої академії наук України (ЛАНУ).

## Біографія
Олексійченко Надія Олександрівна народилась 4 травня 1957 року. У 1979 році закінчила Українську сільськогосподарську академію (тепер — Національний університет біоресурсів і природокористування України, Київ) за спеціальністю «Лісове господарство», здобувши кваліфікацію «Інженер лісового господарства».
Доктор сільськогосподарських наук з 2006 року за спеціальністю 06.03.01 — лісові культури та фітомеліорація. Докторська дисертація «Біологічні основи селекції шовковиці (Morus L.) та підвищення її продуктивності в умовах України». Звання професора отримала y липні 2011 року по кафедрі ландшафтної архітектури та садово-паркового будівництва.
Науково-педагогічну діяльність Олексійченко Н. О. розпочала у 1979 році інженером Ботанічного саду АН МРСР. В період 1981–1991 років працює інженером, молодшим науковим співробітником Молдавської дослідної станції. У 1991–2006 роках — старший науковий співробітник, завідувач лабораторії селекції шовковиці, заступник директора з наукової роботи Інституту шовківництва УААН. У період 2006–2007 років — професор кафедри дендрології та лісової селекції Національного аграрного університету. У період 2007–2010 років займала посаду завідувача кафедри ландшафтної архітектури та садово-паркового будівництва НУБіП України, з березня 2010 року — директор Науково-дослідного інституту лісівництва та декоративного садівництва.
Викладацьку роботу Олексійченко Н. О. здійснює за спеціальностями «Лісове господарство» та «Садово-паркове господарство». Викладає дисципліну «Реставрація і реконструкція садово-паркових об'єктів». Науковий стаж роботи професора Олексійченко Н. О. становить понад 20 років.
Олексійченко Н. О. здійснює керівництво аспірантурою з 2007 року. Вона є членом експертної комісії при Департаменті атестації кадрів Міністерства освіти, науки, молоді та спорту України. Нині Олексійченко Н. О. є головою проблемної вченої ради ННІ лісового і садово-паркового господарства. Є членом спеціалізованої ради НУБіП України за спеціальністю 06.03.01 — лісові культури та фітомеліорація.

## Наукові праці
Професор Олексійченко Н. О. проводить наукові дослідження із селекції декоративних порід та проблем стійкості їх до забруднення, займається проблемними питаннями, пов'язаними з відновленням садово-паркових об'єктів різного функціонального призначення. Співавтор 7 сортів шовковиці та 8 патентів на винаходи України.
За період своєї трудової діяльності Олексійченко Н. О. видала низку наукової, науково-популярної та навчально-методичної літератури, в тому числі 3 монографії та близько 130 наукових статей. Найбільш важливі наукові публікації:
- Олексійченко Н. О. Селекція шовковиці в Україні (проблеми, досягнення, перспективи): Монографія. — К.:ВЦ КНЛУ, 2007. — 306 с.
- Олексійченко Н. О., Галанова О. В. Генофонд шовковиці та перспективи його використання в Україні: Монографія. — К.: ННЦІАЕ, 2008. — 40 с.
- (рос.) Алексейченко А. П., Алексейченко Н. А. Пойменные леса Молдовы и Приднестровья / Монография. — Корсунь Шевченковский: СПД Майдаченко И. С. — 2009. — 296 с.
- (рос.) Алексейченко Н. А., Головачева О. С. Полиморфизм Qutrcus ilex L. В условиях Никитского ботанического сада / Головачова О. С. — Бюлетень государственного Никитского ботанического сада. — Ялта, 2012. — Выпуск 104. — С. 40 — 44.
- Олексійченко Н. О. Види роду Tilia L. в озеленені міста Києва / Олексійченко Н. О., Клюваденко А. А., Совакова М. О.: Науковий вісник НУБІП Укоаїни. — Випуск 164., Ч. 2, — 2011. — С. 138–143.
- Олексійченко Н. О. Особливості морозостійкості Berberis vulgaris L. Та антоциановмісної декоративної форми Berberis vulgaris f/ fnropurpurea / Танцюра К. Г., Китаєв О. І. : Науковий вісник НУБіП України. — Випуск 164. Ч. 2. — 2011. — С. 143–149.
- Олексійченко Н. О., Суханов С. В. Застосування нетрадиційних методів вивчення ефекту гетерозису у селекційній практиці з шовковицею // Лісівництво і агролісомеліорація. — 2007. — № 111 — С. 198–203.